# Muriel Catala
Muriel Catala, née Muriel Michelle Martine Catala, est une actrice française née le 20 juillet 1952 à Paris.

## Biographie
Muriel Catala commence à jouer au cinéma à l’âge de 18 ans dans Le Sauveur, de Michel Mardore. Elle y joue le rôle de Nanette, une jeune adolescente recueillant un parachutiste blessé pendant la Seconde Guerre mondiale en 1943 dans la campagne française. Elle y déploie énormément de talents passant de la jeune fille charmante, aguicheuse, puis terrifiée. Elle a été préférée pour ce rôle à Isabelle Adjani, à qui Michel Mardore avait fait passer des essais.
Elle joue le rôle de Faustine dans Faustine et le bel été, de Nina Companeez, en compagnie d'Isabelle Adjani, Isabelle Huppert, Francis Huster, et Jacques Spiesser et participe ensuite au dernier film de Brigitte Bardot, L'Histoire très bonne et très joyeuse de Colinot trousse-chemise, toujours de Nina Companeez.
Elle se produit encore au cinéma pendant une dizaine d'années. Sa carrière n'a pas été à la hauteur de ce que laissaient espérer ses premiers rôles. Les réalisateurs qui ont fait appel à elle se sont trop souvent contentés de valoriser son érotisme au détriment de ses talents de comédienne. Elle a semble-t-il cessé toute activité de comédienne avant l’âge de trente ans dans la fin des années 1970. On gardera comme souvenir d’elle un charmant visage d’une éternelle adolescente boudeuse butée, enjôleuse, sensuelle.

## Filmographie

### Cinéma
- 1971 : Le Cinéma de papa de Claude Berri : La jeune fille embrassée
- 1971 : Le Sauveur de Michel Mardore : Nanette
- 1972 : Faustine et le bel été de Nina Companeez : Faustine
- 1973 : L'Histoire très bonne et très joyeuse de Colinot trousse-chemise de Nina Companeez : Blandine
- 1973 : Les Religieuses du Saint-Archange de Domenico Paolella : Agnès
- 1974 : Vous intéressez-vous à la chose ? de Jacques Baratier : Dina
- 1974 : Verdict d'André Cayatte : Anne Chartrier
- 1974 : La loba y la paloma de Gonzalo Suárez : Maria
- 1976 : L'Intrus de Patrick Schulmann (Court-métrage)
- 1977 : L'Homme pressé d'Édouard Molinaro : Katia

### Télévision
- 1976 : Nouvelles d'Henry James (Série TV) : Kate
- 1977 : Rendez vous en noir de Claude Grinberg (Série TV) : Madeleine Darnand
- 1978 : Claudine d'Édouard Molinaro (Série TV) : Luce Lanthenay
- 1978 : Euphorie II (Téléfilm) : Julie Saura
- 1979 : Le Roi qui venait du sud de Marcel Camus et Heinz Schirk (Série TV) : Mademoiselle de Montmorency